# Alma Richards
Alma Wilford Richards (Parowan, 20 febbraio 1890 – Long Beach, 3 aprile 1963) è stato un altista statunitense, medaglia d'oro ai Giochi olimpici di Stoccolma 1912.

## Palmarès
| Anno | Manifestazione  | Sede      | Evento        | Risultato | Prestazione | Note            |
| ---- | --------------- | --------- | ------------- | --------- | ----------- | --------------- |
| 1912 | Giochi olimpici | Stoccolma | Salto in alto | Oro       | 1,93 m      | Record olimpico |